# Benjamin Button különös élete
A Benjamin Button különös élete (eredeti cím: The Curious Case of Benjamin Button) 2008-ban bemutatott amerikai filmdráma Brad Pitt és Cate Blanchett főszereplésével. Brad Pitt-nek minden nap öt órát vett igénybe a szerephez szükséges smink elkészítése. A film F. Scott Fitzgerald 1921-es The Curious Case of Benjamin Button című műve alapján készült.

## Történet
Benjamin Button 1918-ban egy furcsa betegséggel születik New Orleansban: öregen (körülbelül nyolcvanévesen) jön a világra, és az évek múlásával egyre fiatalodik. Édesapja meglátja a csúnya csecsemőt, és haragjában egy csatornába akarja hajítani, ám végül egy idősek otthonába viszi, ahol Quennie, az otthon egyik vezetője megtalálja, és saját gyermekeként felneveli őt. Benjamin itt találkozik Daisy Fulerrel. Bár az „öregember” és a kislány barátságát senki nem nézi jó szemmel, elválaszthatatlan kapocs jön létre közöttük, amely idővel szerelemmé alakul.
Benjamin számos helyre eljut élete során, és rengeteg dolgot megtapasztal. Harcol többek között a második világháborúban, ahol elveszti barátját, Mike kapitányt. Daisyből prímabalerina lesz, de egy baleset kettétöri a karrierjét. Benjaminn és Daisy csak ezt követően lesznek egymáséi, születik egy kislányuk is, de Benjamin elhagyja őket, mivel a fiatalodását semmi nem tudja megállítani. Végül egyre több dolgot felejt el, még szerelmét is. Benjamint a halál szele Daisy karjaiban éri, csecsemőként. Miután Daisy elmeséli a kórházban Benjamin történetét a lányuknak, nehézkesen mondja ki élete utolsó mondatát: Jó éjt, Benjamin! 

## Szereplők
| Szerep                       | Színész                  | Magyar hang      |
| ---------------------------- | ------------------------ | ---------------- |
| Benjamin Button              | Brad Pitt                | Fekete Ernő      |
| Benjamin 1928 és 1931 között | Peter Donald Badalamenti | Végvári Tamás    |
| Benjamin 1932 és 1934 között | Robert Towers            | Végvári Tamás    |
| Benjamin 1935 és 1937 között | Tom Everett              | Végvári Tamás    |
| Daisy                        | Cate Blanchett           | Básti Juli       |
| Caroline                     | Julia Ormond             | Pálfi Kata       |
| Queenie                      | Taraji P. Henson         | Bognár Gyöngyvér |
| Thomas Button                | Jason Flemyng            | Kőszegi Ákos     |
| Elizabeth Abbott             | Tilda Swinton            | Bertalan Ágnes   |
| Mike                         | Jared Harris             | Schneider Zoltán |
| Tizzy                        | Mahershala Ali           | Józsa Imre       |
| Mr. Oti                      | Rampai Mohadi            | Háda János       |
| Gateau                       | Elias Koteas             | Csuha Lajos      |
| Mrs. Hollister               | Fiona Hale               | Kassai Ilona     |

## Fontosabb díjak és jelölések
- Oscar-díj (2009)
  - díj: legjobb látványtervezés díja: Donald Graham Burt, Victor Zolfo
  - díj: legjobb vizuális effektusok díja
  - díj: legjobb smink és maszk díja: Greg Cannom
  - jelölés: legjobb film – Kathleen Kennedy, Frank Marshall, Ceán Chaffin
  - jelölés: legjobb rendező – David Fincher
  - jelölés: legjobb operatőr – Claudio Miranda
  - jelölés: legjobb női mellékszereplő – Taraji Henson
  - jelölés: legjobb adaptált forgatókönyv – Robin Swicord, Eric Roth
  - jelölés: legjobb jelmeztervezés – Jacqueline West
  - jelölés: legjobb hang jelölés
  - jelölés: legjobb vágás – Angus Wall, Kirk Baxter
  - jelölés: legjobb filmzene – Alexandre Desplat
  - jelölés: legjobb férfi alakítás – Brad Pitt
- BAFTA-díj (2009)
  - díj: legjobb látványtervezés: Donald Graham Burt, Victor Zolfo
  - díj: legjobb vizuális effektusok
  - díj: legjobb smink és maszk
  - jelölés: legjobb film – Frank Marshall, Ceán Chaffin, Kathleen Kennedy
  - jelölés: legjobb rendező – David Fincher
  - jelölés: legjobb operatőr – Claudio Miranda
  - jelölés: legjobb adaptált forgatókönyv – Eric Roth
  - jelölés: legjobb jelmeztervezés – Jacqueline West
  - jelölés: legjobb vágás – Angus Wall, Kirk Baxter
  - jelölés: legjobb filmzene – Alexandre Desplat
  - jelölés: legjobb férfi alakítás – Brad Pitt
- Golden Globe-díj (2009)
  - jelölés: legjobb rendező – David Fincher
  - jelölés: legjobb filmzene – Alexandre Desplat
  - jelölés: legjobb színész – drámai kategória – Brad Pitt
  - jelölés: legjobb film – drámai kategória jelölés
  - jelölés: legjobb forgatókönyv – Robin Swicord, Eric Roth

## Filmzene
A filmben elhangzott zenék.
| - Doc Paulin's Marching Band – When The Saints Go Marching In - Doc Paulin's Marching Band – We Shall Walk Through The Streets Of The City - Olympia Brass Band – Didn't The Ramble - Mickey Finn & Big Tiny Little – Dixie - Scott Joplin – Country Club - Scott Joplin – Elite Syncopations - Scott Joplin – The Chrysanthemum - Orchestra Del Teatro San Carlo – Salve D'Amor Recinto Eletto (Dich, Teure Halle) - Just as I Am - Amazing Grace - Kirsten Flagstad – Dich, Teure Halle - Pepsi Jingle - Frank Trumbauer and His Orchestra feat. Bix Beiderbecke – There'll Come A Time (Wait And See) - Frank Trumbauer and His Orchestra feat. Bix Beiderbecke – Ostrich Walk - Sidney Bechet Trio – Big Butter And Egg Man - Polonaise In A Flat Major, OP. 53 - Bethena (A Concert Waltz) - Cab Calloway – Wah Dee Dah - Preservation Hall Jazz Band – Basin Street Blues - Preservation Hall Jazz Band – That's A Plenty - Preservation Hall Jazz Band – Milenberg Joys - Preservation Hall Jazz Band – Old Spinning Wheel - Preservation Hall Jazz Band – So Long Blues | - Preservation Hall Jazz Band – Bill Bailey (Won't You Please Come Home) - Preservation Hall Jazz Band – Weary Blues - Cliff Jackson – Tin Roof Blues - Cliff Jackson – Ain't Misbehavin' - The Boswell Sisters – That's How Rhythm Was Born - Moment Musical For Piano In F Minor - Choeur de la Cathedrale de la Rue Daru, Paris XVII – Chanson Sur Staline - Arabeske For Piano In C Major OP. 18 - Sidney Bechet – Out Of Nowhere - Louis Armstrong – Dear Old Southland - Louis Armstrong és His Sebastian New Cotton Club Orchestra – If I Could Be With You (One Hour Tonight) - Django Reinhardt – Daphne - The Twentieth Century-Fox Symphony Orchestra – Carousel Ballet - Peggy Lee – Manana (Is Soon Enough For Me) - Dámaso Pérez Prado és zenekara – Skokiaan - The Platters – My Prayer - I'll Fly Away - The Beatles – Twist And Shout - Steven V. Mitchell – Chasse Into Chaine - Irma Thomas – Wish Someone Would Care - Impact Report - Barney – I Love You |